# Palazzo Vittozzi

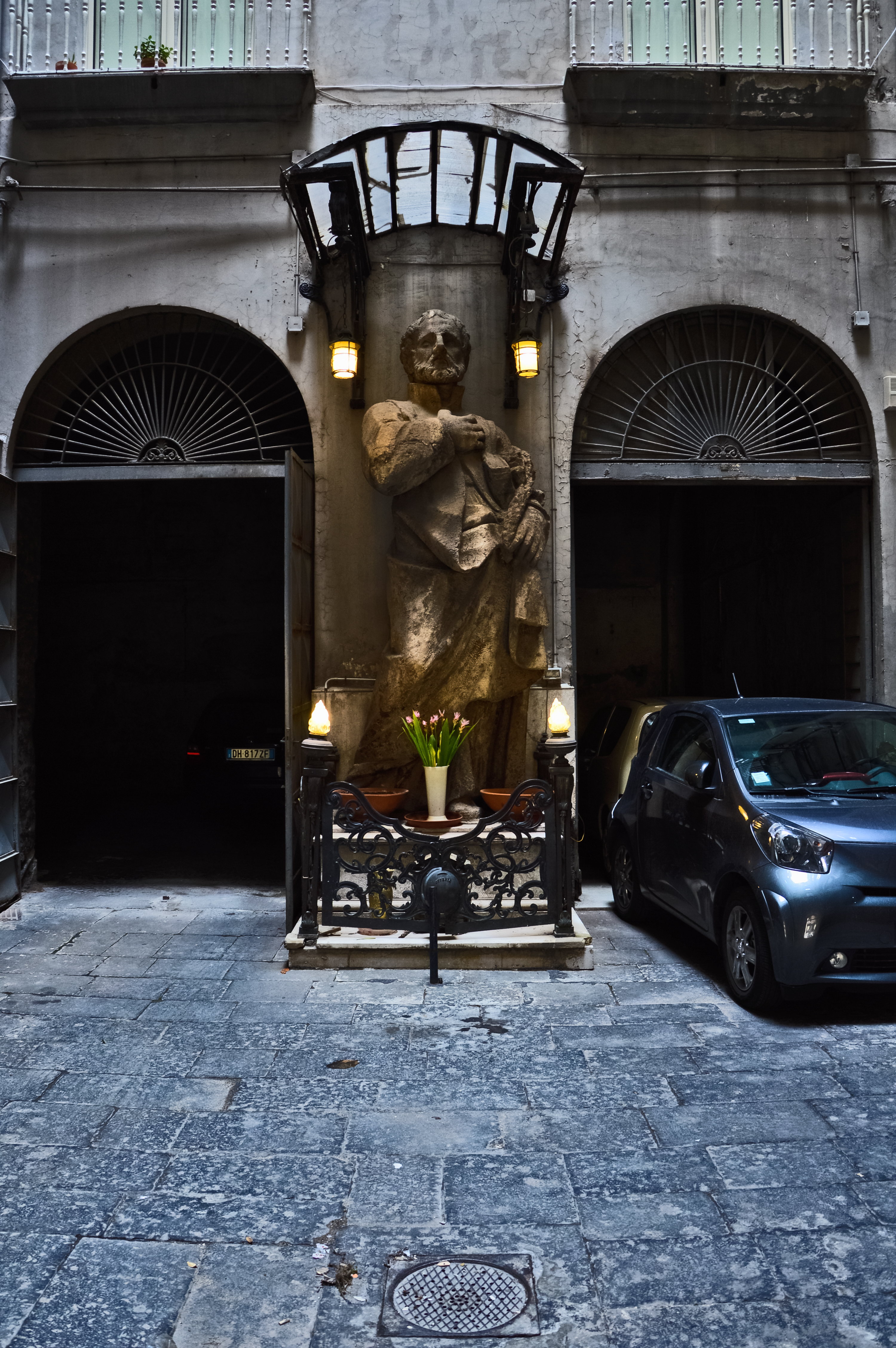
Statue des Heiligen Kajetan im Palazzo Vittozzi in Neapel

Der Palazzo Vittozzi ist ein Palast aus dem 19. Jahrhundert im Viertel San Giuseppe von Neapel in der italienischen Region Kampanien. Er liegt in der Via Broggia, 3, an der Ecke zur Via Pessina.

## Geschichte und Beschreibung
Der Palast wurde zur gleichen Zeit wie die Galleria Principe di Napoli im Zuge der städtebaulichen Neuordnung des Viertels Rione Museo errichtet. Er wurde vermutlich von den Architekten Nicola Breglia und Giovanni de Novellis entworfen und hat seinen Eingang in der Via Broggia. Die Existenz zweier Eingänge ohne direkte Verbindung mit der Galleria Principe di Napoli lässt darauf schließen, dass die beiden Gebäude unabhängig voneinander entstanden sind. Die Bauzeit lag zwischen 1870 und 1883.
Im März 1880 fand man in dem Palast eine Kolossalstatue aus Travertin, die den Heiligen Kajetan von Thiene darstellt, und ein Maskaron aus Marmor. Seit 1932 steht die Statue im Innenhof des Palastes. Sie stammt von einem der Stadttore, das zwischen dem 18. und dem 19. Jahrhundert abgerissen wurde. Aufgrund der Nähe zur ehemaligen Porta di Costantinopoli, ist nicht auszuschließen, dass die Statue von diesem Stadttor stammt. An der ‚‚Via Pessina‘‘ befindet sich eine Steintafel, auf der an das Treffen zwischen Giacomo Matteotti und den neapolitanischen Sozialisten im Oktober 1923 erinnert wird:

“GIACOMO MATTEOTTI IL XXII OTTOBRE MCMXXIII RIANIMANDO CONTRO LA TIRANNIDE FASCISTA LE FORZE DEL SOCIALISMO PREPARÓ A SE STESSO LA VIA DEL FULGENTE MARTIRIO IL PARTITO SOCIALISTA MCMXLV“

(dt.: Giacomo Matteotti, der am 22. Oktober 1923 die Kräfte des Sozialismus gegen die faschistische Tyrannei wiederbelebte, bereitete sich selbst den Weg zum strahlenden Martyrium. Die sozialistische Partei, 1945)